# Angriff auf Strömstad
1. Phase: Schwedische Dominanz (1700–1709)
Dänischer Kriegsschauplatz (1700)
Humlebæk • Tönning I 
Livländ./ Estnischer Kriegsschauplatz (1700–1708)
Riga I • Jungfernhof • Varja • Pühhajoggi • Narva • Petschora • Düna • Rauge • Erastfer • Hummelshof • Embach • Tartu • Narva II • Wesenberg I • Wesenberg II
Ingermanländ./ Finnischer Kriegsschauplatz (ab 1701)
Archangelsk • Ladogasee • Nöteborg • Nyenschanz • Newa • Systerbäck • Petersburg • Wyborg I • Porvoo • Newa II • Koporje II • Kolkanpää
Litauisch-weißrussischer Kriegsschauplatz (1702–1706)
Vilnius • Saladen • Jakobstadt • Gemauerthof • Mitau • Grodno I • Olkieniki • Njaswisch • Klezk • Ljachawitschy
Polnischer Kriegsschauplatz (1702–1706)
Klissow • Pułtusk • Thorn • Lemberg • Warschau • Posen • Punitz • Tillendorf • Rakowitz • Praga • Fraustadt • Kalisch 
Russischer Kriegsschauplatz (1708–1709)
Grodno II • Golowtschin • Moljatitschi • Rajowka • Lesnaja • Desna • Baturyn • Koniecpol • Weprik • Opischnja • Krasnokutsk • Sokolki • Poltawa I • Poltawa II
2. Phase: Schweden in der Defensive (1710–1721)
Baltischer und Finnischer Kriegsschauplatz (bis 1714)
Riga II • Wyborg II • Pernau • Kexholm • Reval • Hogland • Pälkäne • Storkyro • Nyslott • Hanko 
Schwed./Norwegischer Kriegsschauplatz (1710–1721)
Helsingborg • Køge-Bucht • Bottnischer Meerbusen • Frederikshald I • Dynekilen-Fjord • Göteborg I • Strömstad • Trondheim • Frederikshald II • Marstrand • Ösel • Göteborg II • Södra Stäket • Grönham • Sundsvall
Norddeutscher Kriegsschauplatz (1711–1716)
Elbing • Wismar I • Lübow • Stralsund I • Greifswalder Bodden I • Stade • Rügen • Gadebusch • Altona • Tönning II • Stettin • Fehmarn • Wismar II • Stralsund II • Jasmund • Peenemünde • Greifswalder Bodden II • Stresow 
Beim Angriff auf Strömstad am 19. Juli 1717 im Großen Nordischen Krieg versuchte eine dänische Flotte unter Kommando von Kapitän Peter Wessel Tordenskiold den Hafen und die Stadt Strömstad an der schwedischen Westküste zu zerstören.

## Im Vorfeld
Die Stadt Strömstad liegt zwei Meilen von der schwedisch-norwegischen Grenze entfernt. Nach der Niederlage im Dynekilen-Fjord und dem anschließenden Rückzug aus Norwegen begannen die Schweden die kleine Küstenstadt zu befestigen. Sie war ein sehr günstig gelegener Stützpunkt für die schwedische Flotte, denn von diesem Hafen aus konnten die Aktivitäten der dänischen Flotte sehr gut überwacht werden. Außerdem wurde die Stadt als Versorgungsstützpunkt ausgebaut. Auf der vorgelagerten Insel Laholm wurde ein Hornwerk mit 14 Achtzehnpfund-Kanonen angelegt. Die Festung wurde „Carolus-Batterie“ genannt. Die Insel wurde mit dem Festland durch eine Brücke verbunden. Dazu wurden an beiden Seiten der Stadt jeweils sechs Geschützbatterien angelegt.
Die Verteidigung dieser strategisch wichtigen Stadt leitete Generalmajor Johan Giertta. Ihm standen etwa 1800 Mann in der Garnison zur Verfügung. Diese Vorbereitungen für einen zweiten Norwegenfeldzug entgingen den Dänen nicht. Sie entsandten Tordenskiold, um die Stadt zu zerstören. Seine Flotte lichtete am 14. Juli die Anker vor Fredrikshald und segelte Richtung Strömstad. Ungünstige Winde ließen einen Teil der Flotte zurückbleiben.
Am 15. Juli erreichten die Linienschiffe die Insel Laholm und begaben sich in Schussreichweite zu der auf der Insel befindlichen Carolus-Batterie. Das dänische Kommando begutachtete zunächst die Befestigungen. Tordenskiold erstellte dann gemeinsam mit seinen Schiffskommandanten den Angriffsplan. Die drei Linienschiffe sollten die Carolus-Batterie ablenken, während die Stückprahmen und die Galeeren an der Insel vorbei in den Hafen steuerten. Die Sturmtruppen (1000 Mann) sollten dann mit Hilfe von Ruderbooten den Hafen und die an Land befindlichen Stellungen einnehmen.
Der Plan konnte aber erst umgesetzt werden, wenn alle Schiffe vor Strömstad lagen. Am 18. Juli 1717 erreichte der Stückprahmen Noah Ark mit drei Galeeren den Ankerplatz der Dänen. Mit den Verzögerungen wuchs die Gefahr eines Scheiterns der Unternehmung, denn der schwedische General Giertta zog immer mehr Truppen in Strömstad zusammen. Von den dänischen Schiffen aus konnte man die weißen Zelte der Infanterieregimenter sehen. Deren Anzahl wuchs von Tag zu Tag. Dies veranlasste den dänischen Kommandeur gemeinsam mit seinen Kommandanten eine Planänderung zu beratschlagen. So wurde beschlossen, nicht mehr auf die restlichen Schiffe zu warten und in der folgenden Nacht anzugreifen.

## Der Angriff
In der Nacht vom 18. auf den 19. Juli 1717 begann der Angriff. Der Prahm Noah Ark legte sich vor die Carolus-Batterie und begann gegen ein Uhr mit dem Beschuss. Da die Linienschiffe nicht so schnell gefolgt waren, musste der Kapitän Grip den Angriff abbrechen und sich hinter einen hervorspringenden Felsen zurückziehen. Gegen sechs Uhr morgens lagen die drei Linienschiffe und der Prahm gemeinsam vor der Batterie in Stellung und begannen mit dem tödlichen Beschuss. Wenig später waren alle schwedischen Artilleristen entweder tot oder verwundet und die Batterie ausgeschaltet. Doch der schwedische General reagierte auf diese Situation und entsandte über die Brücke neue Truppen in die Batterie, wodurch diese den Beschuss wieder aufnahm.
Um diese Verbindung mit dem Festland zu unterbrechen, schickte Tordenskiold seine drei Galeeren gegen die Brücke, um diese zu beschießen. Auf dieser Position waren die Schiffe den Festlandbatterien schutzlos ausgeliefert, so dass sie sich schnell wieder zurückzogen. Nur der Prahm Noah Ark unter dem Kapitän Grip blieb auf dieser Position. Er verhinderte, dass weitere Truppen in die Carolus-Batterie entsandt wurden, der Kapitän aber wurde durch eine Kartätschenkugel so schwer verwundet, dass er in seine Kajüte gebracht werden musste. Von dort gab er weiterhin Befehl die Stellung zu halten und die Brücke zu beschießen. Der kommandierende Leutnant manövrierte den Prahm erst aus dem Gefahrenbereich, nachdem er vier Treffer unterhalb der Kiellinie erhalten hatte und zu sinken drohte.
Auch die Linienschiffe standen unter starken Beschuss der Carolusbatterie. Tordenskiold, welcher sich auf der Laland befand, stand nur noch mit seinem Bruder Kapitän Wessel und einem Matrosen allein an Deck, als er von der Verwundung des Kapitän Grip erfuhr.
In diesem Moment erschienen der zweite Prahm und die restlichen Galeeren. Tordenskiold ließ vier Galeeren mit 300 Mann auf die Küste zusteuern und versuchte eine Landung. Er selbst befand sich an Bord der Galeere Sophia und befehligte den Angriff. Aber nur zwei Besatzungen hatten überhaupt den Mut zu dieser Aktion. Als sich die Mannschaften der Galeeren Sophia und Prinz Karl der Küste näherten und sich bereithielten in die Landungsboote zu steigen, wurden sie von einem Grenadierbataillon unter dem direkten Befehl von General Giertta in einen Hinterhalt gelockt. Auf knapp 30 Fuß Entfernung wurden die Schiffsdecks unter Gewehrfeuer genommen und waren kurze Zeit später von Toten und Verwundeten übersät. Auf den Schiffen herrschte Panik und wer konnte, rettete sich unter Deck, um den Kugeln zu entkommen. Auf der Galeere Prinz Karl überlebten nur zwei Besatzungsmitglieder den Angriff. Bei dem Versuch Verstärkung zu rufen wurde Tordenskiold von drei Kugeln in den Oberkörper getroffen. Der Landungsversuch wurde abgebrochen und die Galeeren mit den zu Hilfe eilenden Galeeren aus dem Gefahrenbereich geschleppt.
Das Feuer der Carolus-Batterie flammte erneut auf und als Tordenskiold erkannte, dass die Unternehmung gescheitert war, ließ er alle Schiffe aus Batteriereichweite bringen und segelte zurück nach Fredrikshald.

## Die Folgen
Die Dänen hatten zwar keines ihrer Schiffe verloren, aber dennoch hohe Verluste erlitten. Als direkte Folge des misslungenen Versuches die Stadt zu zerstören, wurde Tordenskiold der Oberbefehl über die Kattegatflotte entzogen. Der Admiral Rosenpalm übernahm das Kommando und erhielt den Befehl Strömstad zu blockieren. Diese Blockade musste aber am 28. August desselben Jahres aufgegeben werden, denn eine schwedische Transportflotte durchbrach die Blockade und bei der anschließenden Verfolgung der Schiffe gerieten die dänischen Schiffe in das Feuer der Landbatterien von Strömstad und erlitten sehr starke Verluste.
Der schwedische König begab sich persönlich nach Strömstad, um dem General für die erfolgreiche Verteidigung zu danken. Er erreichte die Stadt, als gerade ein Dankgottesdienst abgehalten wurde. Nach seiner Teilnahme an diesem besuchte der König Verwundete und das Schlachtfeld. Er befasste sich auch mit der Verstärkung der Verteidigungsanlagen.